# Salomé (Mariotte)
Salomé ist eine Oper (Originalbezeichnung: „Tragédie lyrique“) in einem Akt von Antoine Mariotte mit einem Libretto nach Oscar Wildes Drama Salome. Sie entstand in den Jahren 1902 bis 1906, wurde aber aufgrund von Rechtsstreitigkeiten erst am 30. Oktober 1908 in Grand Théatre de Lyon uraufgeführt.

## Handlung
Die Handlung spielt auf einer Terrasse von Hérodes Palast, die im Hintergrund von einer Galerie begrenzt wird und einen Blick auf die Palastgärten bietet. Auf der rechten Seite führt eine große Treppe zu einem hell erleuchteten Festsaal. Links im Hintergrund befindet sich eine alte Zisterne, die als Gefängnis für den Propheten genutzt wird.
Szene I. Auf der Terrasse und der Galerie wandern Soldaten auf und ab. Der junge Syrer Narraboth und ein Page der Königin Hérodias betrachten den Festsaal, aus dem Musik erklingt. Narraboth ist so fasziniert von der Schönheit der Prinzessin Salomé, dass der Page ihn davor warnt, sie zu sehr anzustarren. Aus der Zisterne ertönt die Stimme des Propheten Iokanaan, der die Ankunft Christi voraussagt. Zwei Soldaten unterhalten sich über die Unverständlichkeit seiner Prophezeiungen. Den Pagen erinnert der Mond an eine tote Frau, die aus ihrem Grab heraussteigt. Narraboth meint, sie ähnele einer Prinzessin, die in einem gelben Schleier tanzen wolle. Unterdessen stoßen die Gäste in der Festhalle lautstark auf das Wohl des Kaisers an. Der erste Soldat erzählt dem zweiten, dass der Bruder des Tetrarchen Hérode, der erste Ehemann der Hérodias, vor seiner Hinrichtung zwölf Jahre in derselben Zisterne gefangengehalten wurde. Narraboth weist darauf hin, dass die Prinzessin aufgestanden ist und in ihre Richtung kommt.

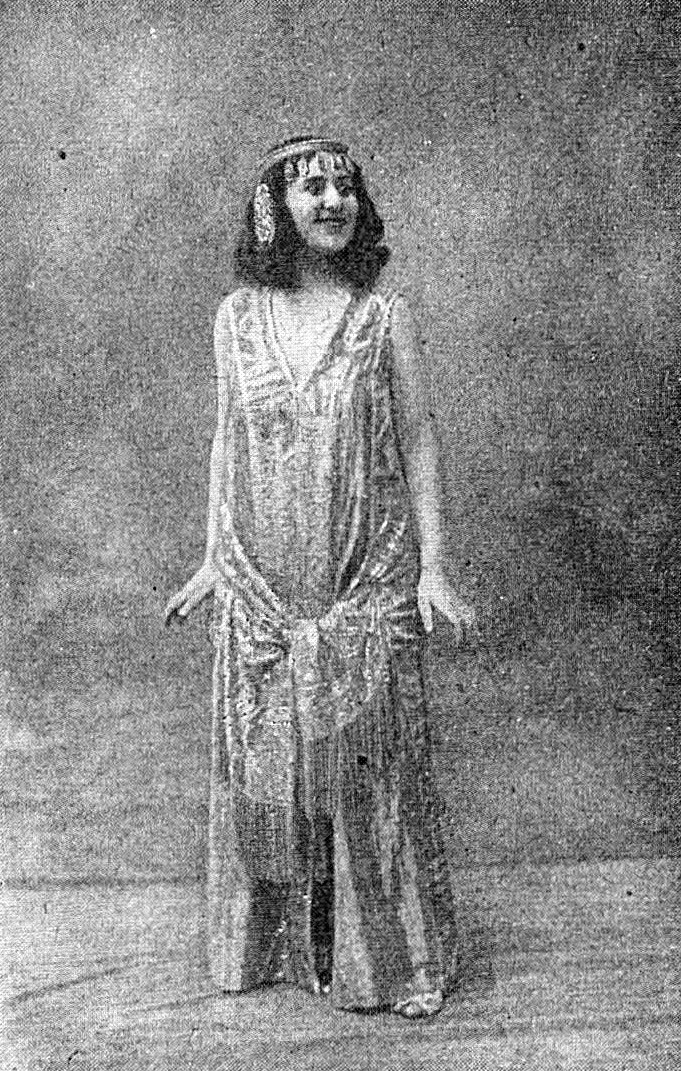
Mlle de Wailly als Salomé

Szene II. Verärgert über die aufdringlichen Blicke Hérodes verlässt Salomé die Banketthalle. Als Narraboth sie ansprechen will, hört man erneut die Stimme des Propheten, und der erste Soldat nennt der Prinzessin dessen Namen. Ein Bote teilt Narraboth mit, dass Hérode die Prinzessin wieder beim Fest sehen wolle. Salomé weigert sich jedoch. Sie möchte mehr über den Propheten erfahren. Obwohl der erste Soldat ihr erklärt, dass Hérode sogar dem Hohepriester verboten habe, sich diesem zu nähern, besteht Salomé darauf, mit ihm zu sprechen. Sie wendet sich an Narraboth, da sie weiß, dass er ihr keinen Wunsch abschlagen kann. Narraboth befiehlt den Soldaten, den Propheten aus der Zisterne zu holen.
Szene III. Während sich Iokanaan langsam auf die anderen zubewegt, fährt er mit seinen prophetischen Reden fort. Es scheint sich um Flüche zu handeln, von denen Salomé glaubt, dass sie gegen ihre Mutter gerichtet seien. Ihr fallen seine schwarzen Augen und seine bleiche magere Gestalt auf. Trotz der Warnungen Narraboths geht sie auf den Propheten zu, um ihn zu berühren. Iokanaan wehrt sie ab. Er nennt sie „Tochter Babylons“ und fordert sie auf, verschleiert in die Wüste zu gehen, um den Menschensohn auszusuchen. Inzwischen ist Salomé auch sinnlich von ihm angezogen. Sie schwärmt nacheinander von seinem weißen Körper (weißer als er Schnee in den Bergen Judäas), seinen schwarzen Haaren (wie Weintrauben) und seinem purpurnen Mund (wie ein Granatapfel), den sie küssen will. Jedes Mal weist Iokanaan sie mit beleidigenden Worten ab, worauf sie das Gegenteil behauptet – sein Körper sei leprös und abstoßend, seine Haare mit Schlamm bedeckt. Narraboth kann diese Szene nicht länger ertragen. Er fleht Salomé an, aufzuhören. Da ihn Salomé ignoriert, tötet er sich selbst. Seine Leiche fällt zwischen die beiden. Salomé geht achtlos daran vorbei und besteht weiterhin auf einem Kuss Iokanaans. Der warnt sie vor dem Engel des Todes, dessen Flügelschläge er bereits im Palast gehört habe. Nur ein Mann könne sie noch retten. Er befinde sich in einem Boot auf dem See Genezareth. Als Salomé nicht darauf eingeht und weiterhin einen Kuss fordert, verflucht er sie. Der Page indessen betrauert seinen Freund Narraboth.

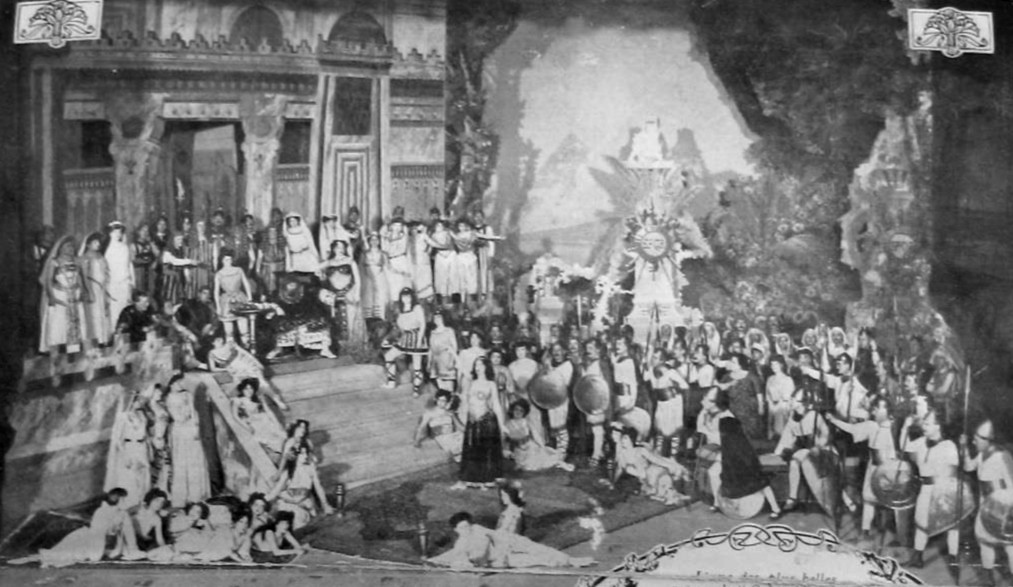
Szene aus der Oper

Szene IV. Im Festsaal verlangt Hérode ungeduldig nach Salomé. Er sucht und findet sie auf der Terrasse. Gegen die Einwände seiner Frau Hérodias entscheidet er sich, das Fest draußen fortzusetzen und lässt Teppiche, Fackeln und Tische heraustragen. Als er die Leiche Narraboths entdeckt, erinnert er sich an dessen Vorliebe für Salomé. Dann lässt er ihn fortbringen. Nachdem die Gesellschaft Platz genommen hat, fordert Hérode Salomé auf, mit ihm zu trinken und Früchte zu essen. Sie lehnt ab. Erneut ertönt die Stimme Iokanaans, der das Ende der Welt prophezeit – die Sonne werde schwarz wie ein offenes Grab, der Mond wie Blut, und die Sterne auf die Erde fallen. Hérodias bittet ihren Mann, den Propheten zum Schweigen zu bringen. Hérode zögert, da er sich vor einem bösen Omen fürchtet. Stattdessen lässt er Wein bringen, um auf die Gesundheit des Kaisers anzustoßen. Anschließend fordert er Salomé auf, für ihn zu tanzen. Als sie sich weigert, verspricht er, ihr jeden beliebigen Wunsch zu erfüllen. Damit ist Salomé einverstanden. Sie lässt sich die sieben Schleier bringen und ihre Sandalen ausziehen. In diesem Moment nimmt der Mond durch eine Wolke eine rötliche Färbung an, und Hérode muss an die Prophezeiung Iokanaans denken. Ungehalten über dessen fortgesetzte Rufe befiehlt er Salomé, mit dem Tanz zu beginnen.

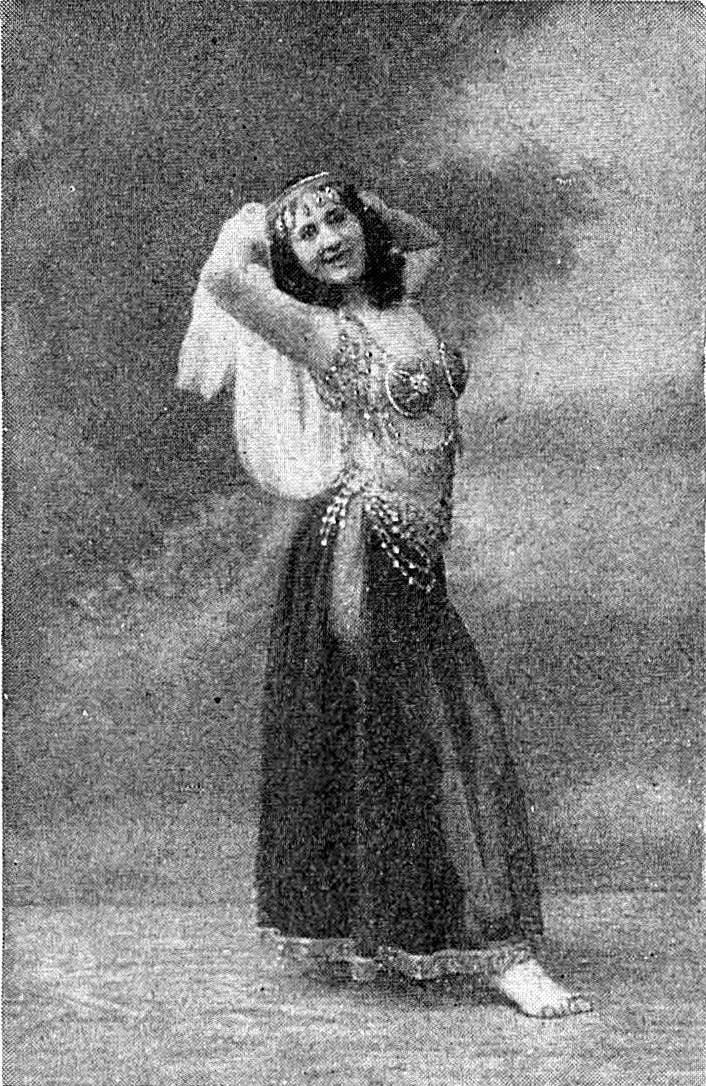
Mlle de Wailly als Salomé

Szene V – Tanz der sieben Schleier. Während des Tanzes brennen Räuchergefäße. Die Fackeln verbreiten ein rötliches Licht, das zusammen mit dem Mondlicht einen wechselhaften und fantastischen Effekt auf den Schleiern hervorruft. Der Tanz selbst beginnt ruhig und belebt sich nach und nach. Zwischendurch ruft Iokanaan dazu auf, die Hure Babylons zu steinigen.
Szene VI. Hérode ist begeistert von Salomés Darbietung. Als er sie auffordert, ihren Wunsch zu äußern, verlangt sie den Kopf Iokanaans in einer Silberschale. Während sich ihre Mutter darüber hocherfreut zeigt, ist Hérode entsetzt. Er hält den Propheten für einen heiligen Mann und fürchtet die Strafe Gottes. Seine Versuche, ihr eine andere Belohnung anzubieten, darunter das halbe Königreich, große Schätze, den Umhang des Hohepriesters oder den Vorhang des Tempels, bewirken jedoch keine Sinnesänderung. Schließlich gibt Hérode nach. Seine Frau zieht den „Ring des Todes“ von seiner Hand und gibt ihn ihrem Pagen, der ihn an den Henker weiterreicht. Letzterer zögert einen Moment, lässt sich von einem der Soldaten einen Schild geben und betritt die Zisterne. Längere Zeit lauschen alle gebannt, ohne dass sich ein Geräusch hören lässt. Ungeduldig befiehlt Salomé einigen Soldaten, ihr den Kopf zu bringen. Da tritt der Henker mit dem Kopf des Propheten auf dem Schild aus der Zisterne. Die anwesenden Nazarener knien zum Gebet nieder und Hérode verbirgt sein Gesicht in seinem Mantel, doch Hérodias lächelt.

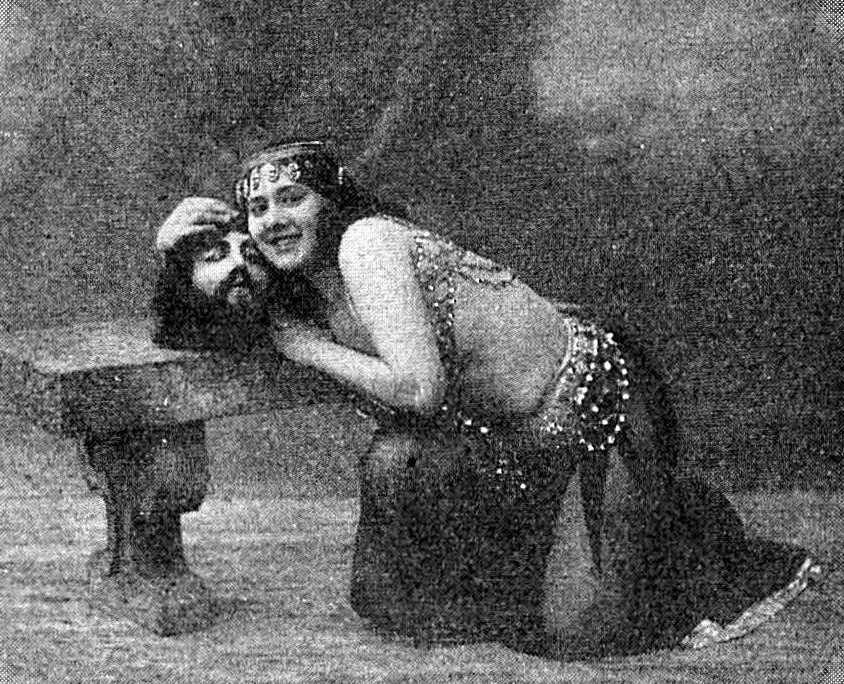
Mlle de Wailly als Salomé

Szene VII. Während der Mond immer wieder durch große Wolken verdeckt wird, eilt Salomé auf die Zisterne zu. Jetzt endlich kann sie den Propheten küssen. Sie greift nach dem Schild, beugt sich zu seinem Kopf nieder und wiederholt die Liebesbezeugungen aus der dritten Szene – durchsetzt mit Vorwürfen, dass er sie verachtet habe. Dann ergreift sie den blutigen Kopf. Erschüttert befiehlt Hérode, alle Lichter zu löschen. Zugleich verhüllt eine schwarze Wolke den Mond, so dass die Bühne vollständig schwarz wird. Salomés Stimme spricht vom bitteren Geschmack von Iokanaans Lippen. Dann beleuchtet ein Mondstrahl die über den Kopf des Propheten gebeugte Salomé. Als Hérode dies sieht, befiehlt er: „Tötet diese Frau!“ Die Soldaten stürzen sich auf sie.

## Gestaltung
Mariotte entfernte aus Oscar Wildes Text unter anderem die komödiantischen Sticheleien zwischen Hérode und Hérodias sowie sämtliche Verweise auf die jüdische Religion. Somit entfallen auch die Streitgespräche der fünf Juden und zwei Nazarener. Im Gegenzug sind die Szenenanweisungen sogar detaillierter als in der Vorlage.:32f
Abgesehen von einer kurzen Pause zwischen den Szenen III und IV ist die Musik durchkomponiert.:31 Es gibt eine Vielzahl von Leitmotiven und musikalischen Symbolen, die außer den Charakteren auch Personengruppen und Emotionen zugewiesen sind.:36ff Im Gegensatz zur Oper von Richard Strauss ist Mariottes Salomé zurückhaltender instrumentiert. Seine Musiksprache steht eher in der Tradition von Claude Debussy oder Paul Dukas.

### Musiknummern
Die Szenen sind im Klavierauszug von 1910 folgendermaßen aufgeführt:
- Prélude
- Szene I. „Ah! comme la princesse Salomé est belle ce soir!“ (Page der Hérodias, Stimme Iokanaans, der junge Syrer, erster Soldat, zweiter Soldat)
- Szene II. „Je ne resterai pas“ (dieselben, Salomé)
  - Salomé und der Syrer: „Ah! vous ferez cela pour moi“
- Szene III. „Où est celui dont la coupe d’abomination est déjà pleine ?“ (dieselben, Iokanaan)
  - (Szene: Salomé und Iokanaan:) „Arrière! Arrière!“
  - Der Tod des Syrers: „Princesse! Le jeune capitaine vient de se tuer!“
- Szene IV. Auftritt Hérodes, dann Hérodias und der gesamte Hofstaat. „Où est Salomé ?…“ (Salomé, Hérodias, Stimme Iokanaans, Hérode, erster Soldat, Chöre)
  - Hérode: „Salomé, dansez pour moi!…“
- Szene V. Tanz der sieben Schleier (Iokanaan auf der Bühne)
- Szene VI. Hérode und Salomé: „Ah! c’est magnifique!“
- Szene VII. Salomé und Chöre: „Ah! Je baiserai ta bouche! Iokanaan!“ (Salomé, Chöre)

Die Oper kann zwischen den Szenen III und IV geteilt werden.

## Werkgeschichte
Der französische Komponist Antoine Mariotte (1875–1944), ein Schüler von Vincent d’Indy, komponierte seine einaktige Oper Salomé zum größten Teil in den Jahren 1902 bis 1905.:60 Als Libretto verwendete er eine gekürzte Fassung des original französischsprachigen Dramas Salomé von Oscar Wilde aus dem Jahr 1893.
Erst nachdem die Komposition beinahe abgeschlossen war, erfuhr Mariotte von Strauss’ zeitgleich entstandener Oper Salome. Im Januar 1906 bat er Wildes Nachlassverwalter Charles Russell um eine Genehmigung. Die Rechte erwiesen sich für ihn jedoch als unerschwinglich. Noch während er sich bemühte, das Geld aufzutreiben, gingen die Rechte an Wildes Text an das britische Verlagshaus Methuen. Im Frühling 1906 erfuhr Mariotte, dass Strauss’ Verleger Adolph Fürstner die Exklusivrechte an dem Libretto erworben hatte. Obwohl die Zukunft des Werks nun ungewiss war, vollendete er die Komposition im Herbst 1906. Nach der Uraufführung von Strauss’ Salome am 8. Mai 1907 beschloss Mariotte, sich direkt an diesen zu wenden. In einem Brief vom 17. Mai erklärte er ihm die Lage und bat ihn um eine Genehmigung für seine eigene Oper.:60f  Strauss wollte diese Bitte zuerst einfach ignorieren, gestattete aber Ende Mai eine beliebige Anzahl von Aufführungen. Daraufhin gelang es Mariotte, das Werk an der Opéra de Lyon unterzubringen. Nachdem die Aufführung am 4. September öffentlich angekündigt worden war, veröffentlichte der Journalist Émile Berr, der Mariotte aus dessen Zeit als Marineoffizier kannte, auf der Titelseite der Tageszeitung Le Figaro vom 11. September eine stark romantisierte Geschichte über die Entstehung der Oper, der zufolge Mariotte bereits zwölf Jahre zuvor auf dem Schiff im chinesischen Meer, also lange vor Strauss, mit der Komposition begonnen hätte. Fünf Tage später untersagte Fürstner die Lyoner Aufführungen. Als Mariotte sich erneut an Strauss wandte, leugnete dieser jede Kenntnis von dem Verbot, gab dem Verlag die alleinige Schuld und verweigerte ein persönliches Gespräch mit Mariotte. Erst am 26. November lenkte Fürstner ein und gestattete die nun für den Herbst 1908 angesetzte Produktion in Lyon – allerdings unter der Bedingung, dass Strauss 40 Prozent der Einkünfte und Fürstner selbst weitere 10 Prozent erhalten sollte. Außerdem sollte Mariotte nach Abschluss der Aufführungsreihe das gesamte Aufführungsmaterial zur Vernichtung abliefern. Mariotte willigte ein.:60ff
Die Uraufführung fand unter der Leitung des Komponisten am 20. Oktober 1908 im Grand Théâtre de Lyon statt. Es sangen De Wailly (Salomé), Soini (Hérodias), Édouard Cotreuil (Hérode), Jean Aubert (Iokanaan) und Grillières (Narraboth).
Am 25. November 1908 veröffentlichte der einflussreiche Musikkritiker Pierre Lalo in Le Temps einen polemischen Artikel, in der er die künstlerische Unterdrückung Mariottes anprangerte und auch Strauss persönlich angriff, dessen Verhalten er mit dem Pontius Pilatus’ verglich. Weitere französische Zeitungen schlossen sich an, und der nun mit nationalistischen Untertönen versehene Konflikt wurde unter den Namen „Le Cas Strauss-Mariotte“ oder „L’Affaire Salomé“ größeren Kreisen bekannt. Besonders harsche Worte fand Paul de Stœcklin am 1. April 1909 in einem Artikel des Le Courrier musical, in dem er Strauss als „l’esthétisme, l’amoralisme, Nietzsche, le névrosisme antique, le décadisme bourgeois“ bezeichnete. Deutsche Autoren verteidigten im Gegenzug die Position Strauss’. Leopold Schmidt beispielsweise warf Mariotte vor, von Strauss’ Erfolg profitieren zu wollen. Er habe die Komposition in Wirklichkeit erst nach der Premiere von dessen Oper begonnen. Schmidt schlug vor, dass Mariotte die Musik einem anderen Text unterlegen sollte, um das Problem zu beseitigen. Schließlich sorgte im Frühling 1909 der mit Strauss befreundete Schriftsteller Romain Rolland für eine Versöhnung. Nachdem beide Seiten ihre Positionen dargelegt hatten, stellte Rolland fest, dass man sich bei einem Konflikt zwischen Künstlern vor Journalisten in Acht nehmen müsse. In einem Brief vom 29. Juni 1909 bat er Strauss eindringlich um Verständnis für Mariotte und bat ihn, diesem die vollen Rechte an seiner Oper zuzugestehen. Strauss’ Antwort vom 12. Juli erschien vollständig in der August-September-Ausgabe des Bulletin français. Darin teilte Strauss mit, dass es ihm gelungen sei, Fürstner zur Freigabe der Rechte zu bewegen. Fürstner werde die nötigen Formalitäten direkt mit Mariotte erarbeiten.:63ff
Zwei Jahre später wurde das Werk auch in Paris am Théâtre de la Gaîté-Lyrique gespielt. Die Premiere am 22. April 1910 dirigierte A. Amalou. Regie führten Émile und Vincent Isola. Die Gesangspartien übernahmen Lucienne Bréval (Salomé), Mathilde Comès (Hérodias), Jean-Alexis Périer (Hérode), Paul Seveilhac (Iokanaan) und André Gilly (Narraboth). Den Schleiertanz führte die Ballerina Natalia Trouhanova aus.
1911 nahm das Théâtre de la Gaîté-Lyrique die Oper wieder auf. Außerdem wurde es in Marseille und in tschechischer Sprache in Prag gespielt. In den folgenden Jahren gab es Produktionen in Nancy, Le Havre, Genf und Prag.:71
1919 gab es eine Neuproduktion in Paris, nun am Palais Garnier der Pariser Oper unter der Regie von Merle Forest. Die musikalische Leitung hatte François Ruhlmann. Die Darsteller waren Lucy Foreau-Isnardon (Salomé), Yvonne Courso (Hérodias), Léonie Courbières (Page), André Gresse (Hérode), Léonce Teissié (Iokanaan), Louis Marie (Narraboth), Armand-Émile Narçon (erster Soldat), Ezanno (zweiter Soldat) und die Tänzerin J. Delsaux (Schleiertanz). Am 26. Januar 1920 wurde das Werk in derselben Besetzung wieder aufgenommen.
Trotz der öffentlichen Diskussionen blieb der große Erfolg aus. Kritiker bewerteten immerhin die Behandlung der musikalischen Themen und die Orchestrierung in Mariottes Salomé als „interessant“, und die Oper wurde als „Beispiel für guten Geschmack und Sittlichkeit“ angesehen.
Die deutsche Erstaufführung fand erst 2005 im Landestheater Neustrelitz statt. Gespielt wurde eine deutsche Textfassung von Larysa Molnárová, die auch die Titelrolle sang. Die Inszenierung stammte von Ralf-Peter Schulze, die Ausstattung von Iris Bertelsmann und die Choreografie von Kathrin Wolfram. Die musikalische Leitung hatte Stefan Malzew.
Die Opéra National de Montpellier zeigte die Oper ebenfalls 2005 zusammen mit dem Konkurrenzwerk von Richard Strauss. Ein Mitschnitt wurde auf CD herausgegeben.:9027
Größere Resonanz fand 2014 eine Aufführungsreihe der Bayerischen Theaterakademie August Everding im Münchner Prinzregententheater in einer musikalischen Einrichtung des Dirigenten Ulf Schirmer und einer Inszenierung von Balázs Kovalik. Der Bayerische Rundfunk begleitete die Produktion und übertrug die Premiere vom 28. Februar im Radio sowie einen Video-Livestream der Aufführung vom 6. März im Internet. Trotz Kritik an der Inszenierung wurde sie in der Kritikerumfrage der Zeitschrift Opernwelt 2014 knapp zur „Wiederentdeckung des Jahres“ gewählt.
Ebenfalls 2014 zeigte die irische Wexford Festival Opera das Werk. Regie führte Rosetta Cucchi, das Bühnenbild stammte von Tiziano Santi und die Kostüme von Claudia Pernigotti. 2017 gab es eine Aufführung mit Klavierbegleitung in der BlackBox Lounge Musiktheater des Landestheaters Linz.
2024 wurde das Werk zum 25-jährigen Jubiläum der Hofoper Jena in einer Inszenierung von Matthias Oldag aufgeführt. Sebastian Krahnert leitete die Akademische Orchestervereinigung und den Universitätschor der Friedrich-Schiller-Universität Jena sowie ein internationales Sängerensemble.

## Aufnahmen
- 21. Juli 2004 – Friedemann Layer (Dirigent), Orchestre Philharmonique de Montpellier Languedoc-Roussillon, Latvian Radio Chorus Vilnius.
 Nora Gubisch (Salomé), Julia Juon (Hérodias), Delphine Galou (Page), Markus Hollop (Hérode), Vincent Le Texier (Iokanaan), Marcel Reijans (Narraboth), Scott Wilde (erster Soldat), Fabrice Mantegna (zweiter Soldat).
 Live aus Montpellier.[15]:9026
- November/Dezember 2005 – Friedemann Layer (Dirigent), Orchestre Philharmonique de Montpellier Languedoc-Roussillon, Chœur de l’Opéra de Montpellier.
 Kate Aldrich (Salomé), Julia Juon (Hérodias), Delphine Galou (Page), Scott Wilde (Hérode), Jean-Luc Chaignaud (Iokanaan), Marcel Reijans (Narraboth), Cyril Rovery (erster Soldat), Fabrice Mantegna (zweiter Soldat).
 Live aus Montpellier.
 Accord 442 855 3 (2 CD).[15]:9027
- 28. Februar / 6. März 2014 – Ulf Schirmer (Dirigent), Münchner Rundfunkorchester, Studierende der Theaterakademie August Everding und der Musikhochschule München.
 Anna Maria Thoma (Salomé), Idunnu Münch (Hérodias), Nadja Steinhardt (Page), Eric Ander (Hérode), Heeyun Choi (Iokanaan), Ingyu Hwang (Narraboth), Benedikt Eder (erster Soldat), Jiaxuan Li (zweiter Soldat).
 Live aus dem Prinzregententheater in München.
 Radio-Übertragung auf BR-Klassik; Video-Livestream im Internet.[18]